# جون ر. ثورمان
جون ر. ثورمان هو محامي وقاضي وسياسي أمريكي، ولد في 6 أكتوبر 1814 في نيويورك في الولايات المتحدة، وتوفي في 24 يوليو 1854. نشط حزبياً في حزب اليمين. وقد انتخب عضو مجلس النواب الأمريكي ‏.